# Andra slaget om Kristianstad
Andra slaget om Kristianstad utspelades under det Skånska kriget. När svenskarna återerövrade staden återtog man även kontrollen över östra Skåne och blockerade de östra landskapen för danska trupper. 